# Pseudicius bipunctatus
Pseudicius bipunctatus là một loài nhện trong họ Salticidae.
Loài này thuộc chi Pseudicius. Pseudicius bipunctatus được Elizabeth Maria Gifford Peckham & George William Peckham miêu tả năm 1903.